# Utricularia calycifida
Utricularia calycifida är en tätörtsväxtart som beskrevs av Benj.. Utricularia calycifida ingår i släktet bläddror, och familjen tätörtsväxter. Inga underarter finns listade i Catalogue of Life.

## Bildgalleri

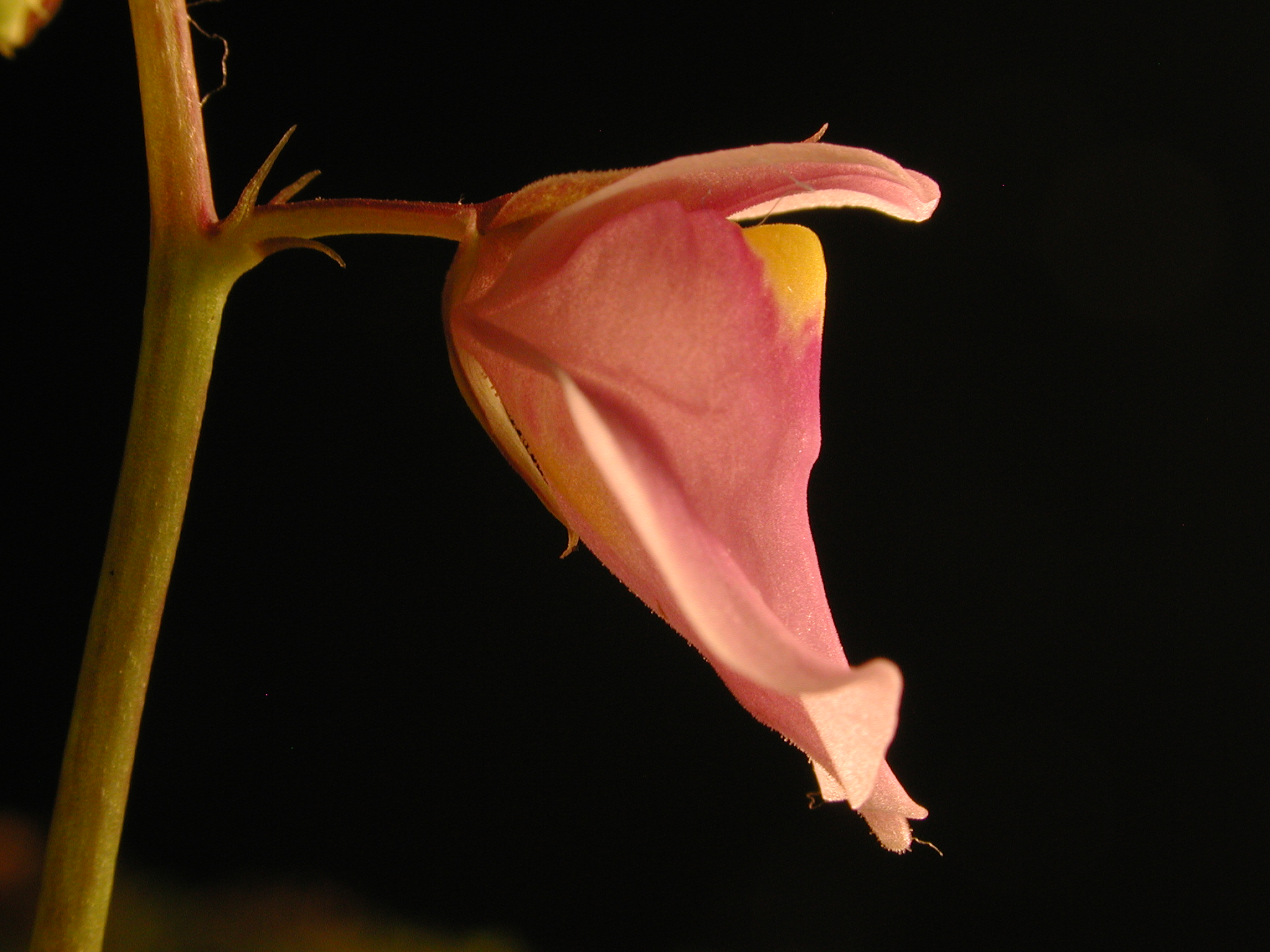
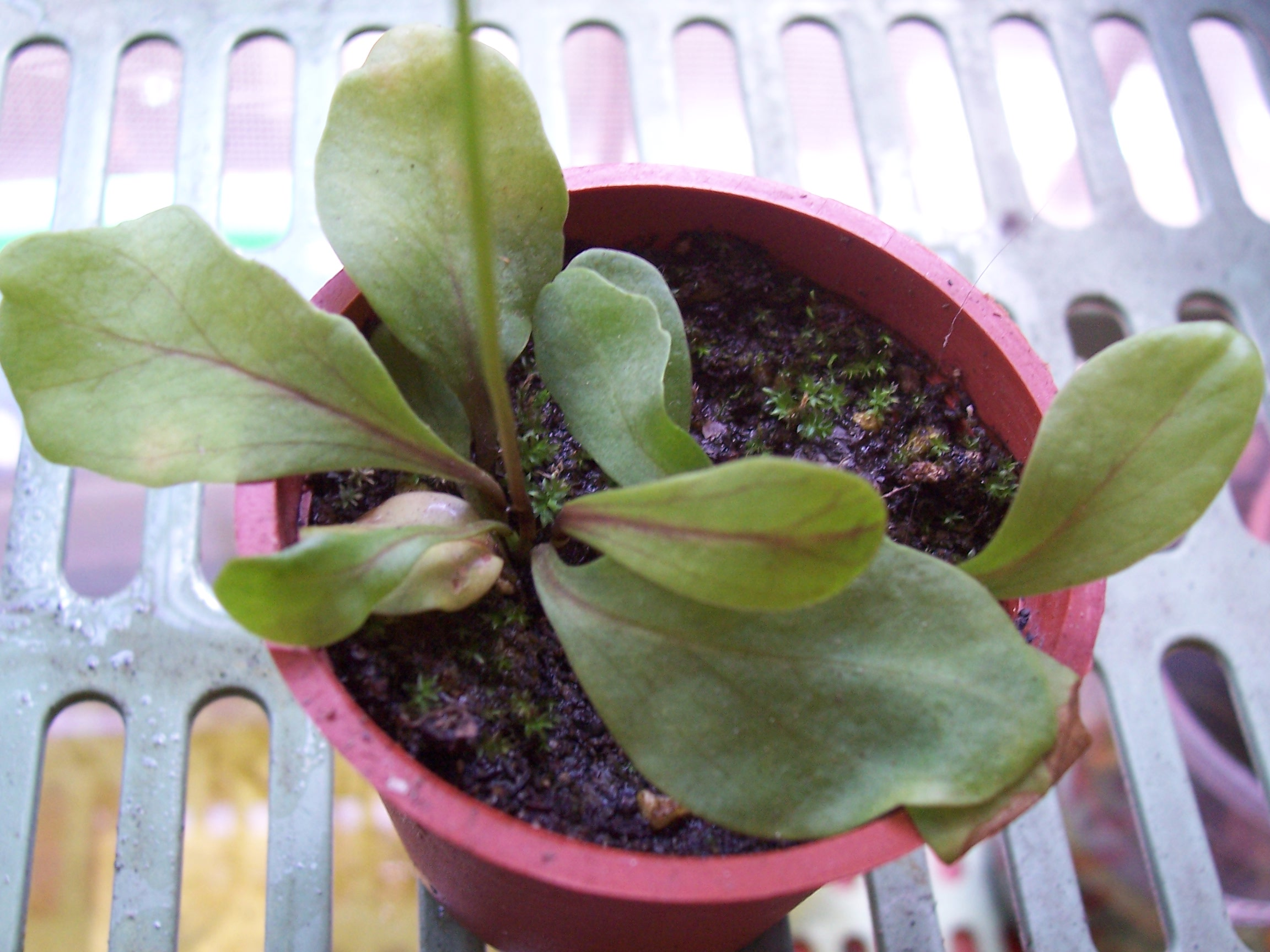